# Rajd Cypru 2017
Rajd Cypru 2017 (46. Cyprus Rally) – 46 edycja Rajdu Cypru rozgrywanego na Cyprze. Rozgrywany był od 16 do czerwca 2017 roku. Była to czwarta runda Rajdowych Mistrzostw Europy w roku 2017. Składała się z 14 odcinków specjalnych.

## Wyniki rajdu[1]
| Miejsce | Kierowca                   | Pilot                | Samochód                   | Czas      | Strata   | Pkt ERC |
| ------- | -------------------------- | -------------------- | -------------------------- | --------- | -------- | ------- |
| 1       | Nasser Al-Attiyah          | Matthieu Baumel      | Ford Fiesta R5             | 2:31:44.3 | –        | 25+13   |
| 2       | Simos Galatariotis         | Antonis Ioannou      | Mitsubishi Lancer Evo X R4 | 2:37:56.3 | +6:12.0  | *       |
| 3       | Panikos Polykarpou         | Gerald Winter        | Mitsubishi Lancer Evo IX   | 2:38:03.8 | +6:19.5  | 18+8    |
| 4       | Christos Demosthenous      | Pambos Laos          | Mitsubishi Lancer Evo IX   | 2:39:24.7 | +7:40.4  | 15+5    |
| 5       | Albert von Thurn und Taxis | Bjorn Degandt        | Škoda Fabia R5             | 2:40:06.6 | +8:22.3  | 12+5    |
| 6       | Petros Panteli             | Kypros Christodoulou | Mitsubishi Lancer Evo IX   | 2:41:20.8 | +9:36.5  | 10+1    |
| 7       | Savvas Savva               | Andreas Papandreou   | Mitsubishi Lancer Evo IX   | 2:41:39.4 | +9:55.1  | 8+2     |
| 8       | Stavros Antoniou           | Demetris Pieri       | Mitsubishi Lancer Evo IX   | 2:42:16.4 | +10:32.1 | 6       |
| 9       | Alexandros Tsouloftas      | Stelios Elia         | Citroën DS3 R5             | 2:43:47.5 | +12:03.2 | 4+6     |
| 10      | Rauf Denktaş               | Dervis Savarona      | Ford Fiesta R5             | 2:44:21.7 | +12:37.4 | 2       |
| 11      | George Pafitis             | Michalis Vassiliou   | Mitsubishi Lancer Evo IX   | 2:46:41.0 | +14:56.7 | 1       |
| ...     | ...                        | ...                  | ...                        | ...       | ...      | ...     |
| 14      | Kajetan Kajetanowicz       | Jarosław Baran       | Ford Fiesta R5             | 2:51:46.0 | +20:01.7 | 0+7     |
| 16      | Charalambos Timotheou      | Antonis Chrysostomou | Škoda Fabia R5             | 2:56:19.3 | +24:35.0 | 0+4     |
| 22      | Antonín Tlusťák            | Ivo Vybíral          | Škoda Fabia R5             | 3:04:04.7 | +32:20.4 | 0+4     |

1. ↑  Nieliczony w klasyfikacji ERC